# Hanchinal(PM), Bijapur
Hanchinal(PM) là một làng thuộc tehsil Bijapur, huyện Bijapur, bang Karnataka, Ấn Độ.